# Love Devotion Surrender
| Recensione              | Giudizio |
| ----------------------- | -------- |
| AllMusic                |          |
| Robert Christgau        | B-       |
| Piero Scaruffi          |          |
| Ondarock                |          |
| Dizionario del Pop-Rock |          |
| 24.000 dischi           |          |

Love Devotion Surrender è un album di Carlos Santana pubblicato nel luglio del 1973, in collaborazione con il chitarrista John McLaughlin e con le rispettive band. L'album è stato ispirato dagli insegnamenti di Sri Chinmoy ed è nato come un tributo a John Coltrane. Nel 1973 l'album è arrivato in sesta posizione in Austria ed in settima  nella Official Albums Chart del Regno unito ed è stato certificato come " disco d'oro". Nel 2003 Love Devotion Surrender è stato pubblicato dalla Columbia Records in formato CD con tracce bonus e versioni alternative dei brani.

## Tracce

### LP
Lato A (AL 32034)
1. A Love Supreme – 7:48 (musica: John Coltrane)
2. Naima – 3:09 (musica: John Coltrane)
3. The Life Divine – 9:30 (John McLaughlin)

Lato B (BL 32034)
1. Let Us Go into the House of the Lord – 15:45 (musica: Tradizionale, arrangiamento di Carlos Santana e John McLaughlin)
2. Meditation – 2:45 (musica: John McLaughlin)

### CD
Edizione CD del 2003, pubblicato dalla Columbia/Legacy Records (511129 2)
1. A Love Supreme – 7:48 (musica: John Coltrane)
2. Naima – 3:09 (musica: John Coltrane)
3. The Life Divine – 9:30 (John McLaughlin)
4. Let Us Go into the House of the Lord – 15:45 (musica: Tradizionale, arrangiamento di Carlos Santana e John McLaughlin)
5. Meditation – 2:45 (musica: John McLaughlin)
6. A Love Supreme (Alternate - Take 2) – 7:26 (musica: John Coltrane) – Traccia bonus
7. Naima (Alternate - Take 4) – 2:50 (musica: John Coltrane) – Traccia bonus

## Retrospettiva
Entrambi i chitarristi erano recenti discepoli del guru Sri Chinmoy, e il titolo dell'album riporta i concetti fondamentali della filosofia di Chinmoy: "Amore" "Devozione" e "Abbandono". L'album è stato creato come un omaggio al pioniere del jazz John Coltrane e contiene due composizioni di quest'ultimo, oltre a due brani di McLaughlin e ad un arrangiamento dei due chitarristi. Sri Chinmoy stesso ha detto, a proposito dell'album e del concetto di abbandono:
« Purtroppo, la resa in Occidente è fraintesa. Riteniamo che, se ci arrendiamo a qualcuno, che sarà poi a spadroneggiare su di noi [...]. Ma dal punto di vista spirituale [...] quando entra il finito nell'infinito, diventa l'Infinito tutto in una volta.  Quando entra una piccola goccia nell'oceano, non possiamo tracciare la goccia. Diventa il possente oceano »
Sia per gli uomini che erano diventati seguaci di Sri Chinmoy, sia per l'album ci fu un periodo di transizione spiritualmente e musicalmente, e Love Devotion Surrender è stato una specie di "esercizio pubblico" per il loro sé spirituale. Carlos Santana si stava muovendo dal blues verso il jazz e il fusion, esprimendo un "risveglio spirituale", mentre John McLaughlin stava per sperimentare la disgregazione della Mahavishnu Orchestra dopo essere stato criticato dagli altri membri della band. Santana era stato un fan di McLaughlin, il quale, nel 1971, lo aveva aggregato al guru di Sri Chinmoy, sotto il nome di "Devadip" (ovvero "Occhio e lanterna di Dio"). I due cominciarono a registrare insieme a partire dal 1972. Secondo il suo biografo, Marc Shapiro, Santana imparò molto da McLaughlin.

## Composizioni
La prima traccia, A Love Supreme, è una reinterpretazione della composizione Acknowledgement di John Coltrane dall'album A Love Supreme del 1965. È caratterizzato da fraseggi tra i due chitarristi, Santana e McLaughlin, suonando la chitarra in un esteso ed improvvisato scambio di battute. Per la maggior parte dell'album, Santana è posizionato nel canale sinistro mentre McLaughlin nel destro. Come l'originale, verso la fine di A Love Supreme è possibile udire un canto (il quale è stato accreditato ad Armando Peraza). Naima è un'altra composizione di Coltrane, suonata con la chitarra acustica. Apparsa per la prima volta sull'album Giant Steps di Coltrane del 1959, è una canzone dolce suonata in maniera molto semplice. The Love Divine appare di nuovo in A Love Supreme, aprendosi con la frase cantata: «the love divine». La prima parte della canzone è ampia con un'improvvisazione di Santana molto lunga, alternando frasi molto veloci a note sostenute (includendo una che viene suonata da 3:30 a 4:03). A metà strada viene introdotto il canto, McLaughlin riprende con veloci riff di chitarra. Il canto ritorna, incorporando It's yours and mine, e l'organo di Larry Young, con le percussioni, provvedono all'outro. Let us Go Into the House of the Lord, un brano di quasi sedici minuti che conta una lunga serie di improvvisazioni su una lunga sequenza di accordi, è stato accreditato come "tradizionale", ma Bob Palmer, scrivendo nella rivista Rolling Stone, pensa che l'arrangiamento sia abbastanza vicino a To be described as a cop di Lonnie Liston Smith. L'ultima traccia, Meditation, è una composizione in cui McLaughlin suona il pianoforte e Santana la chitarra acustica.
Le critiche sulle composizioni e sulle loro esecuzioni sono varie. Oltre al sospetto che Let us Go (Andiamo) sia più o meno plagiato, Bob Palmer fa riferimento al "trattamento superficiale" del materiale di Coltrane, mentre il biografo di McLaughlin critica certi elementi, tra cui i passaggi di congas tipici di Santana in A Love Supreme. Thom Jurek si presenta molto più positivo, elogiando, per esempio, The Life Divine.

## Accoglienza critica
I fan di Santana sono stati, a quanto pare, delusi; secondo Thom Jurek, Love Devotion Surrender è stato un record di "irrimediabile frainteso a suo tempo tra i fan di Santana", anche se la biografia di Santana garantisce il contrario. Anche Paul Stump, autore di Go Head John, una biografia di McLaughlin, è a titolo definitivo negativo circa l'esecuzione dell'album e la direzione, dicendo che si trattava di "un album spiritualmente zoppicante", alternativamente criticando il tono di Santana e McLaughlin "tendenze technophiliac".
Thom Jurek, rivedendo l'album AllMusic, loda l'album fortemente: "Dopo tre decenni, Love Devotion Surrender ancora suona totalmente radicale ed è una commovente bellezza". Robert Palmer, che scrive per Rolling Stone, è ambivalente circa l'album. Pensa che il tono di Santana sia più espressivo di quello di McLaughlin, il quale, suggerisce Palmer, manca di sentimento e si basa sul tecnicismo.
È interessante notare i molti elogi dell'organista Larry Young: Larry Young, dice Thom Juker, è il "gel" che unisce i due così differenti chitarristi e farli suonare insieme".

## Remix
Nel 2001, Bill Laswell, responsabile per i remix degli album di Bob Marley e i Miles Davis, ha estratto dei brani dagli album Illuminations e Love Devotion Surrender, riunendoli insieme in un album chiamato The Divine Light.

## Formazione
- Carlos Santana – chitarra
- Mahavishnu John McLaughlin – chitarra, pianoforte
- Khalid Yasin – organo
- Doug Rauch – basso
- Billy Cobham – batteria
- Don Alias – batteria
- Jan Hammer – batteria
- Mike Shrieve – batteria (non accreditato sull'ellepì originale)
- Armando Peraza – congas
- James (Mingo) Lewis – percussioni

Note aggiuntive
- Carlos Santana e Mahavishnu John McLaughlin – produttori
- Glen Kolotkin – ingegnere delle registrazioni
- Ashok (Chris Poisson) – design e foto copertina album originale
- Pranavananda – altre foto copertina album originale
- Ringraziamenti a: Apeksha e Stefan [9]

## Classifica
Album
| Anno | Classifica            | Posizione raggiunta |
| ---- | --------------------- | ------------------- |
| 1973 | Billboard 200         | 14                  |
| 1973 | austriancharts.at     | 6                   |
| 1973 | Official Albums Chart | 7                   |